# Сан-Мікеле-дей-Лепросетті
Церква Сан-Мікеле-дей-Лепросетті (італ. San Michele dei Leprosetti) або Сан-Мікеле-дельї-Україні (італ. San Michele degli Ucraini)— греко-католицька церква, яка обслуговує українську громаду в Болоньї, Італія.

## Історія
Сан-Мікеле-дей-Лепросетті отримала свою назву від госпісу для прокажених, який уже був побудований приблизно в 11 столітті в передмісті Болонії. Під час розширення міста в кінці XII століття на південний схід, яке також включало територію колонії прокажених, вона була переміщена у відкриту сільську місцевість, в район Сан-Лаццаро-ді-Савена.В цей час церква вже існувала, можливо, народившись як каплиця колонії прокажених і була присвячена Святому Михаїлу.
У 1210 році велика пожежа знищила багато будівель, включаючи церкву Сан-Мікеле. Однак церква, була частково відновлена та продовжувала виконувати свої функції. Антоніо Гріффоні, який належав до однієї з найвідоміших болонських родин того часу, був першим настоятелем громади священиків і колегіальної церкви Сан-Мікеле-дей-Лепросетті. У 1361 році він почав відбудову з фундаменту, профінансувавши роботи. А вже у 1366 року була збудована нова дзвіниця. Поруч із головним вівтарем була написана фреска із зображенням Мадонни, яку приписували художнику Ліппо ді Далмазіо. Близько 1392 року деякі будинки навколо церкви були знесені, була створена нова площа та відкриті нові бічні двері, щоб забезпечити доступ до церкви.
Приблизно в 1760-х роках було вирішено перебудувати церкву Сан-Мікеле-дей-Лепросетті. Були проведені деякі опитування та представлені різні реставраційні проекти. Церква була перебудована між 1761 і 1764 роками за проектом болонського архітектора Андреа К'єзи. Архітектурні фризи храму створені венеціанськими майстрами-штукатурами, серед яких виділявся знаменитий Джован Баттіста Каніана. Церква знову відкрита для вірян 26 червня 1764 року. Близько 1765 року храм уже був обладнаний органом.

## Місцезнаходження
Церква оштукатурена персиковими відтінком, відповідно до сусідніх будівель. Розташована на невеликій площі Святого Михайла, навпроти вулиці Maggiore. Церква має елементи з тринадцятого століття, але завдяки Андреа К'єзі який відновив церкву вона має характерні готичні елементи. Нині використовується українцями та місцевою громадою греко-католицького обряду.

## Передача церкви
Кардинал Карло Кафарра у 2009 році передав його українській католицькій громаді греко-візантійського обряду, щоб усі мешканці міста, переважно жінки, мали релігійний орієнтир. У місті живуть і працюють близько трьох тисячі українців, а по всій провінції — понад шість тисяч.Церкву було передано в Флорентійсько-Болонський деканат Апостольського Екзархату в Італії.